# OsCommerce

osCommerce (din engleză de la „open source Commerce”) este un software de management de magazine online („virtuale”). Poate fi folosit pe orice server care are instalate PHP și o bază de date MySQL. Acest software este disponibil ca software gratuit sub licența GNU General Public License (GPL).

## Istoria osCommerce
osCommerce a fost lansat în martie 2000 în Germania de către fondatorul proiectului și liderul acestuia Harald Ponce de Leon sub numele „The Exchange Project”. În timp ce osCommerce este încă în stadiu de dezvoltare, versiunea curentă Release Candidate 2a este considerată stabilă; ca atare mii de magazine web din întreaga lume menționează în paginile lor textul standard „powered by osCommerce”. Există un plan și pentru Milestone 3.0, care este așteptat să fie o rescriere majoră a programului care va încorpora:
- un „object-oriented backend”
- o mostră (un model) de sistem pentru a înlesni modificările
- posibilitatea de a crea zone administrative și de utilizatori
- posibilitatea de a defini parola în timpul instalării.

Față de alte platforme bazate pe principiul Open Source, proiectul osCommerce s-a evidențiat de-a lungul timpului prin securitatea ridicată, chiar la o instalare standard.